# Adolf Mensing
Karl Adolf Alexander Mensing (* 27. Mai 1845 in Bückeburg; † 7. Januar 1929 in Berlin) war ein preußischer Seeoffizier, Marineattaché und Hydrograph.

## Leben
Mensing trat 1860 im Alter von 15 Jahren als „Cadett-Aspirant“ in die preußische Marine ein. Sein erstes seemännisches Praktikum absolvierte er auf der Segelkorvette Amazone. Als Seekadett war er 1862–1864 an Bord der Gazelle auf ihrer Reise nach Ostasien. Bei der Heimreise wechselte er in Brest auf die Victoria. Nach dem Offiziersexamen 1865 am Seekadetten-Institut Berlin wurde er für kurze Zeit auf die Vineta kommandiert, dann auf das Artillerieschiff Gefion. Anschließend diente er als Wachoffizier auf dem Flaggschiff Arcona des Admirals Eduard Jachmann.
Sein älterer Bruder Franz, der zunächst in die österreichische Marine eingetreten und mit der Korvette Erzherzog Friedrich nach Kiel gekommen war, wechselte 1866 mit Unterstützung des Vaters zur Königlich Preußischen Marine. Beide Mensing-Brüder trugen damals den Dienstgrad Unterleutnant zur See. Ab 31. Juli 1867 rangierte Franz als Mensing I und Adolf als Mensing II in den Marinelisten.
In den folgenden zehn Jahren wechselten für Adolf Mensing Bord- und Landkommandos einander ab. Er war Adjutant der II. Werftdivision und später Führer einer Abteilung der II. Matrosen-Division. An Bord von Schiffen nahm er teil an der Probefahrt der Panzer-Fregatte König Wilhelm im Juli 1874, an der Überführung der Glattdeckskorvette Victoria von Kiel nach Wilhelmshaven im November/Dezember 1874 und an Ausbildungsreisen mit Seekadetten und Schiffsjungen auf der Brigg Musquito 1867 und auf der Segelfregatte Niobe 1876. Die Weltreisen auf der Gedeckten Korvette Hertha vom 8. September 1869 bis 20. November 1872 und auf der Kreuzerfregatte Leipzig vom 17. Oktober 1877 bis 27. September 1879 führten ihn wieder in Gewässer, die er schon als Seekadett auf der Gazelle kennengelernt hatte.
Nach der Weltreise auf der Hertha nahm er den Abschied. Am 25. Juni 1873 ehelichte er in New York Marie Geddes Porter. Ihr erstes Kind, Laura, wurde am 25. April 1874 in Wilhelmshaven geboren. Nach einer kurzen Tätigkeit in einem New Yorker Bankhaus wurde Adolf Mensing als Marinebevollmächtigter an der deutschen Gesandtschaft in Washington angestellt. Das war eine früher z. T. verwendete Bezeichnung für das Amt des Marineattachés. Wenig später ging er zurück nach Deutschland und trat wieder in das Seeoffizierskorps ein.
1879 wurde Mensing Lehrer an der Marineakademie in Kiel. Kurze Zeit darauf wurde er am 24. Mai 1881 als Militär- bzw. Marinebeauftragter an die deutsche Gesandtschaft in Washington kommandiert. Nach seiner Rückkehr aus den USA im Oktober 1883 wurde er in die Admiralität berufen und leitete dort das Dezernat für Küstenvermessung, Kartographie und Leuchtfeuerwesen. Während dieser Zeit erwarb er sich große Verdienste mit seinen Verbesserungen an verschiedenen nautischen Instrumenten. Mensing regte die industriemäßige Herstellung von Leuchtfeuer-Apparaten und Nebelsirenen an.
1889 wurde er zum Kapitän zur See befördert und arbeitete bis zu seiner Pensionierung im Hydrographischen Amt des Reichs-Marine-Amtes. Mensing gehörte der Physikalisch-Technischen Reichsanstalt seit deren Gründung als Mitglied des Kuratoriums an. 1889 nahm er als Delegierter der deutschen Kriegsmarine an der Internationalen Marinekonferenz in Washington teil. Die Beschlüsse der Lichterkommission sind seinen Anregungen zu verdanken.
Im September 1893 erbat Mensing seinen Abschied und lebte danach als Privatmann in Berlin und Weißenbrunn vorm Wald. Im Ruhestand erforschte er 1906 die Rolle, die sein Großvater Johann Conrad Wilhelm Mensing in der „Hessischen Insurrektion“ im Winter 1806/1807 gespielt hatte. Es waren nämlich allerhand, auch üble, Gerüchte im Umlauf, denen Adolf Mensing mit wissenschaftlicher Genauigkeit nachging. Das umfangreiche Material, das Adolf Mensing in Ergänzung zu den Archivalien des Hessischen Staatsarchivs in Marburg und der Landesbibliothek und Murhardschen Bibliothek in Kassel zur Verfügung stand, nutzte Wilhelm Mensings Urenkelin Cornelia Osius, geb. Mensing, um in zwei Artikeln in regionalen Tageszeitungen an Mensings historische Tat zu erinnern.

## Veröffentlichungen
- Adolf Mensing: An Bord der GAZELLE nach Yokohama. Ein preußischer Marineoffizier erinnert sich, hrsg. v. u. bearb. v. Horst Auerbach. Hinstorff, Rostock 2000. ISBN 3-356-00883-8
- Adolf Mensing: Der Hessische Soldatenaufstand 1806/07, in: Wilhelm Hopf (Hrsg.): Hessische Blätter, 42. Jahrgang, Nr. 4005, Melsungen, Mittwoch, den 17. September 1913, und Nr. 4006, Samstag, den 20. September 1913.